# Instituto Tecnológico Superior de Irapuato
El ITESI (Instituto Tecnológico Superior de Irapuato) es una institución pública de educación superior. El Tecnológico se localiza en la ciudad de Irapuato, Guanajuato, México. La institución tiene planteles en los municipios de Tarimoro, Cuerámaro, San Felipe, San José Iturbide y San Luis de la Paz. Anteriormente la institución contaba con más extensiones en Guanajuato, Purísima del Rincón, Abasolo y Salvatierra; los cuales debido a su consolidación obtienen un Decreto de Creación y ahora son instituciones independientes. 
El ITESI ofrece 16 carreras y 4 maestrías. El 20 de octubre de 1995 el gobierno del estado de Guanajuato decretó la creación del ITESI; y un año después el 18 de agosto de 1996 entró en actividades con el apoyo de José Aben Amar González Herrera (alcalde de Irapuato), Vicente Fox Quezada (Gobernador de Guanajuato) y Ernesto Zedillo Ponce de León (Presidente de México).
La creación de la institución fue por medio de un patronato denominado FOETI (Fomento Educativo Tecnológico de Irapuato) presidido por el Ing. Julián Adame Miranda; el Ing. Javier Magaña Hernández; y el Ing. José Luis Arredondo García. 
El 18 de agosto de 1996 inician las actividades académicas bajo la Dirección General del Dr. Juan Sillero Pérez, ofertando dos carreras: Licenciatura en Informática e Ingeniería Industrial. Al comienzo las instalaciones se encontraban ubicadas en Altamirano n.º 7 en la Zona Centro de Irapuato. 
El 4 de octubre de 1996 se coloca la primera piedra para edificar el campus central de ITESI, en el lugar que se encuentra actualmente, en un predio de 20 hectáreas.  

## Oferta educativa
Campus Irapuato
Licenciaturas
- Biología

Ingenierías
- Aeronáutica
- Bioquímica
- Electromecánica
- Electrónica
- Gestión Empresarial
- Industrial
- Informática
- Logística
- Materiales
- Mecatrónica
- Química
- Sistemas Automotrices
- Sistemas Computacionales

Maestrías
- Maestría en Ingeniería Eléctrica
- Maestría en Ingeniería Electrónica (PNPC CONACYT)
- Maestría en Tecnologías de la Información
- Maestría en Ingeniería Industrial

Campus Cuerámaro
Ingenierías
- Industrial
- Innovación Agrícola Sustentable
- Gestión Empresarial

Campus San Felipe
Ingenierías
- Electromecánica
- Forestal
- Industrial

Campus San José Iturbide
Ingenierías
- Electromecánica
- Gestión Empresarial
- Industrial
- Materiales

Campus San Luis de la Paz
Ingenierías
- Industrial
- Innovación Agrícola Sustentable
- Gestión Empresarial

Campus Tarimoro
Ingenierías
- Industrial
- Gestión Empresarial
- Sistemas Automotrices
- Sistemas Computacionales

Igualmente el ITESI ofrece el Sistema de Educación a Distancia, en el que se imparte Ingeniería en Sistemas Computacionales e Ingeniería Industrial. También se oferta educación en formato cuatrimestral: Ingeniería Industrial e Ingeniería Electromecánica.
Los capítulos estudiantiles que se encuentran en la institución son: 
- ACM
- IEEE

## Membresías
- ANUIES: Asociación Nacional de Universidades e Instituciones de Enseñanza Superior
- COEPES: Comisión Estatal para la Educación Superior
- ANFEI: Asociación Nacional de Facultades y Escuelas de Ingeniería

## Directores generales
A partir de su fundación, el ITESI ha estado encabezado por 5 directores. 
| Director general             | Periodo     |
| ---------------------------- | ----------- |
| Javier Magaña Hernández      | 1996 - 1998 |
| José Luis Arredondo García   | 1998 - 2006 |
| Miriam Ruth Arzate Mosqueda  | 2007 - 2012 |
| Rubén Lara Valdés            | 2012 - 2016 |
| José Ricardo Narváez Ramírez | 2016 - 2022 |
| Mirna Ireri Sánchez Gómez    | 2022 -      |